# Коршунов, Сергей Иванович
Сергей Иванович Коршунов (4 февраля 1971, Марьевка — 6 октября 1993, Москва) — младший лейтенант милиции, участник разгона Верховного Совета России, Герой Российской Федерации (1993).

## Биография
Родился 4 февраля 1971 года в деревне Марьевка Сампурского района Тамбовской области. В 1990 году окончил Кирсановское авиационное техническое училище гражданской авиации по специальности техника по эксплуатации воздушных судов. В том же году призван на службу в Советскую Армию, Вооружённых Сил СССР. После увольнения в запас пошёл на работу в Оперативно-поисковое управления МВД России.
В октябре 1993 года, выполняя распоряжения вышестоящего командования, находился в наиболее опасных точках Москвы. 6 октября 1993 года погиб в районе Белого Дома. Похоронен в селе Ивановка Сампурского района Тамбовской области. Школа в Ивановке носит имя героя.
Указом Президента Российской Федерации посмертно удостоен звания Героя Российской Федерации.